# Mancomunidade da Catalunha
A Mancomunidade da Catalunha (em catalão Mancomunitat de Catalunya) foi uma instituição ativa entre 1914 e 1923/1925 que agrupou as quatro deputações catalãs: Barcelona, Girona, Tarragona e Lleida. Apesar de ter funções puramente administrativas e que as suas competências não iam para além das deputações provinciais, adquiriu uma grande importância política: representava o primeiro reconhecimento por parte do estado espanhol da personalidade e da unidade territorial de Catalunha desde os Decretos do Novo Plano de 1714.
Foi presidida por Enric Prat da Orla (1914-1917) e depois do seu falecimento, por Josep Puig i Cadafalch (1917-1923), ambos militantes da Liga Regionalista. Converteu-se num ente básico que contribuiu na modernização da Comunidade. Uma das máximas de Prat da Orla que definem a Mancomunidade foi: «Que não exista uma única autarquia da Catalunha que não tenha, à parte dos serviços de polícia, a sua escola, a sua biblioteca, os seus serviços telefónicos e a sua estrada». Depois do golpe de Estado de Primo de Rivera, Alfons Sala presidiu-a entre 1923 e 1925.
Em geral, a Mancomunidade levou a termo uma importante tarefa de criação de infra-estruturas de caminhos e portos, obras hidráulicas, caminhos de ferro, telefones, beneficência, cultura e previdência. Também empreendeu iniciativas para aumentar os rendimentos agrícolas e florestais introduzindo melhoras tecnológicas, de serviços e educativas e potenciou os ensinos tecnológicos necessários para a indústria catalã.

## Resumo cronológico
- 1907 — A Deputação de Barcelona, sob a presidência de Enric Prat da Orla, cria o Instituto de Estudos Catalães.
- 1914 — Constituição da Mancomunidade da Catalunha. Inauguração da Biblioteca da Catalunha.
- 1917 — A Liga Regionalista encabeça o movimento da Assembleia de Parlamentares. Com a morte de Prat da Orla, Josep Puig i Cadafalch torna-se presidente da Mancomunidade. A Liga Regionalista entra pela primeira vez no governo do Estado Espanhol.
- 1918-1919 — Campanha a favor da autonomia da Catalunha.
- 1923 — Em setembro o capitão geral da Catalunha Miguel Primo de Rivera instaura a ditadura militar com a autorizaçao do monarca Afonso XIII. Puig i Cadafalch vai para o exílio.
- 1924 — O general Lossada é nomeado presidente interino da Mancomunidade e, dentro de uma política de repressão do catalão ordenada por Primo de Rivera, proíbe o catalão a todo o ensino público, impondo o castelhano às escolas profissionais e da primária criadas pela Mancomunidade. Posteriormente substitui-o Alfons Sala, conde de Egara.
- 1925 — A ditadura dissolve a Mancomunidade.